# Fútbol Club Motagua
Fútbol Club Motagua é um clube profissional de futebol de Honduras, localizado em Tegucigalpa, o estádio do clube é o Tiburcio Carias Andino. O Motagua é um dos clubes mais renomados das Honduras. Foi fundado em 29 de Agosto de 1928. Em 2008 participou pela primeira vez da Copa Sul-americana.

## Títulos

### Internacionais
- Copa Interclubes UNCAF: 1 vez (2007).

### Nacionais
- Liga Nacional de Fútbol de Honduras: 15 vezes (1968/69, 1970/71, 1973/74, 1978/79, 1991/92, 1997/98 (Apertura), 1997/98 (Clausura), 1999/00 (Apertura), 1999/00 (Clausura), 2001/02 (Apertura), 2006/07 (Apertura), 2010/11 (Clausura), 2014/15 (Apertura), 2016/17 (Apertura) e 2016/17 (Clausura) .
- Liga Amateur de Honduras: 14 vezes (1938, 1939, 1940, 1941, 1942, 1943, 1944, 1945, 1946, 1948, 1950, 1951, 1952, 1954).
- Copa de Honduras: 1 vez (1968/69).
- Supercopa de Honduras: 1 vez (1997/98)